# فرانسوا-رنه دو شاتوبریان
فرانسوا رنه دو شاتوبریان (به فرانسوی: François-René de Chateaubriand) ‏ (۱۷۶۸–۱۸۴۸ میلادی) معروف به (شاتوبریان) نویسنده، شاعر و سیاستمدار فرانسوی در سن ملو متولد گردید. او را به عنوان بنیان‌گذار رمانتیسیسم در ادبیات فرانسه می‌شناسند.

## زندگی
رنه نویسنده و شاعر معروف فرانسه در چهارم سپتامبر ۱۷۶۸ در سن-مالو در خانواده‌ای سرشناس و ثروتمند به دنیا چشم گشود او یکی از درخشان‌ترین چهره‌های ضدانقلاب در فرانسه بود فطرت شاعرانه او در کودکی تحت تأثیر عوامل خاصی مانند «خودداری‌های اسرارآمیز پدر» و تقدس زیاد از حد مادر و سنت‌های خاندان قدیمی و هم‌چنین افسانه‌های محلی و مظاهر طبیعت به‌خصوص دریا ظهور کرد او می‌خواست کشیش بشود به‌همین جهت به‌مدرسه کشیشان رفت اما پس از چندی منصرف شد او پس از تحصیلات مقدماتی به خدمت ارتش درآمد. در سال ۱۷۸۸ فرمان عضویت در هنگ (شوالیه‌های مالتا) را دریافت داشت. او در پاریس با بسیاری از شخصیت‌های بزرگ آشنا شد که از همهٔ آنان خاطراتی در کتاب‌هایش داشته‌است. در سال ۱۷۹۱ به آمریکا رفت تا در کشف نقاط شمال‌غربی آن سرزمین شرکت کند و در همان سال با یک دختر هفده ساله ازدواج کرد که ثروت هنگفتی بخانه شوهر آورد. پس از چندی به انگلستان سفر کرد و او در موقع تبعید در انگلستان یکی از بهترین آثارش را که تصویر زنده‌ای از زندگی سرخ‌پوستان آمریکاست خلق کرد. درآثار شاتو دو چهره بارز و اخلاقی دربارهٔ انقلاب بود و او در مورد مذهب آزاداندیش و از مریدان روسو بود. برادرش در سال ۱۷۹۴ به‌دار آویخته شد، خواهرش و زنش به زندان افتادند. خواهرش در زندان درگذشت و همهٔ این‌ها موجب افسردگی خاطر شدید او شد. او در سال ۱۸۰۰ به پاریس برگشت و جلال مسیحیت را نوشت این اثر یک شاهکار ارزندهٔ هنری می‌باشد.
تالیران وزیر خارجه ناپلئون او را در سال ۱۸۰۳ به سمت وابسته سفارت فرانسه در رم منصوب نمود در آنجا مادام دوبسون با او بود و در همین شهر درگذشت. او بزودی پس از مرگ معشوقه از سمت خود کناره‌گیری کرد و در سال ۱۸۰۷ از ناپلئون انتقاد شدیدی کرد و او را به نرون تشبیه کرد و در نتیجه روزنامه او توقیف شد. شاتو در سال ۱۸۱۴ آثار سیاسی خود را که بر ضد ناپلئون نوشته انتشار داد لذا لوئی هجدهم او را ارزنده‌ترین مرد معرفی کرد و او را وزیر خارجه نمود؛ ولی او پس از مدتی با خاندان سلطنتی نیز درافتاد و در سپتامبر ۱۸۱۶ مغضوب واقع شد. در زمان سلطنت لوئی فیلیپ وی در عین ناامیدی می‌زیست اثر معروف میلتون شاعر انگلیسی را به نام «بهشت گمشده» در زمان سلطنت لوئی فیلیپ ترجمه نمود و در آخر عمرش خاطرات پس از مرگ را نوشت و به یک ناشری داد که پس از مرگش آن را منتشر کند ولی ناشر در زمان حیاتش آن را منتشر ساخت.
او در این کتاب غرور، خودپرستی و عدم صداقت خود را به‌خوبی نشان می‌دهد. آثار او آمیخته‌ای از سبک کلاسیک و رمانتیک است و در آن‌ها لطافت، احساس قوی، ظرافت هنری و دلشکستگی و نومیدی به چشم می‌خورد چنان‌که بسیاری از جوانان در قرن نوزده پس از خواندن آثار او خودکشی می‌کردند.
وی در پایان زندگی سفرهایی به یونان، قسطنطنیه، فلسطین و اسپانیا کرد و در بازگشت به فرانسه به مبارزه با ناپلئون پرداخت.

## آثار

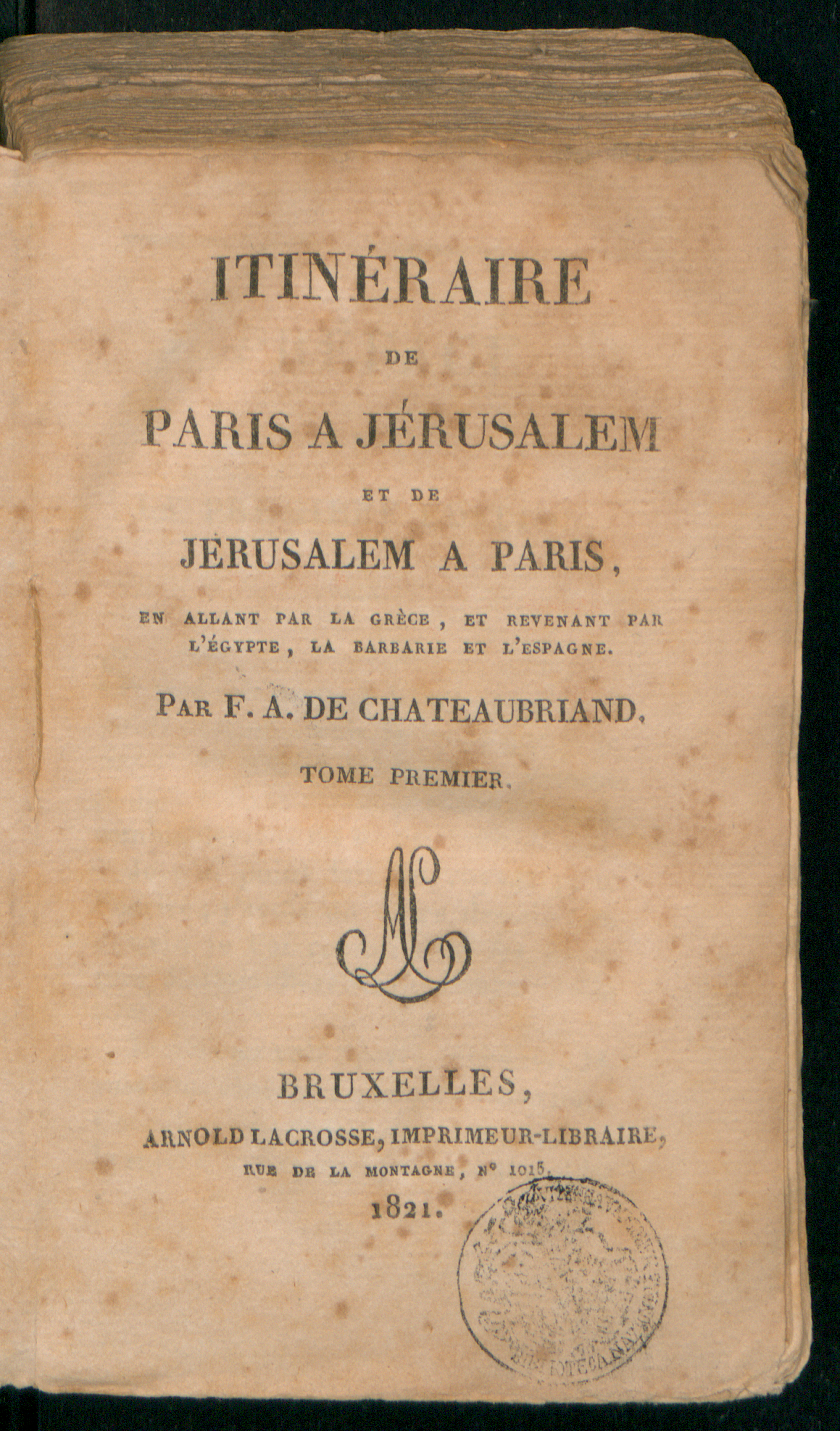
Itinéraire de Paris à Jérusalem et de Jérusalem à Paris, 1821

آتالا عنوان نخستین اثری بود که از شاتوبریان در سال ۱۳۱۰ به هم عباس بنی صدر به فارسی ترجمه و منتشر شد.
شهرت عمده شاتوبریان مدیون اشعار رومانتیک و نثر شاعرانه اوست. او از پیشروان مکتب رومانتیسم فرانسه به‌شمار می‌رود. بعدها ویکتور هوگو این مکتب را رواج داد. شاهکار او رنه است. آثار مهم او در زیر آمده‌است:
- آتالا - (۱۸۰۱)
- رنه- (۱۸۰۲)
- نبوغ مسیحیت - (۱۸۰۲)
- شهدا - (۱۸۰۹)
- مناظرات پس از مرگ -
- عشق و عفت -
- موهبت آتشین مسیح -
- سفرنامه -